# Idioma zenaga
El zenaga (autoglotónimo Tuḍḍungiyya) es una lengua bereber occidental hablada por unas 200 personas entre Mederdra y la costa atlántica en el suroeste de Mauritania.
El término zenaga proviene del de la antigua y numerosa tribu bereber de los Iznagen, conocida en tiempos medievales por los geógrafos árabes como los Sanhaya.

## Aspectos históricos, sociales y culturales

### Historia
El zenaga se habló en siglos pasados a lo largo de gran parte de Mauritania, aunque empezó a declinar a partir del siglo XVII tras su derrota en la guerra de Char Bouba a manos de los Maqil, que eran beduinos árabes. Tras dicha guerra se prohibió a los zenagas portar armas y muchos zenagas se convirtieron en eruditos islámicos o trabajaron para tribus más poderosas. Fue entre el primer grupo, más prestigioso, que el zenaga se mantuvo más tiempo como lengua vehicular. En 1940 tenía unos 13 mil hablantes, pero hacia 1990 el número de hablantes se estimaba en 300.

### Distribución
En 1940, el zenaga tenía unos 13 000 hablantes que pertenecían a cuatro tribus nómadas que ocupaban el área comprendida entre St. Louis, Podor, Boutilimit y Nuakchot, aunque no existían hablantes en estas ciudades. Los cuatro grupos eran:
- Tashumsha ('los cinco'): 4653 hablantes de 12 000 miembros
- D-abu-djhes (árabe: Id-ab-lahsen): 5000 hablantes de 5000 miembros
- Gumdjedjen  (árabe: Ikumleilen), subtribu de Ida ou el Hadj: 700 hablantes de 4600 miembros de Ida ou el Hadj.
- Tendgha: 2889 miembros de 8500 miembros

De acuerdo con Dubié, estos grupos, tradicionalmente se habían especializado en el estudio de textos religiosos, y tenían un estilo de vida nómada, basado en la cría de ovejas y vacas (los grupos que criaban camellos relacionados con los anteriores ya se habían arabizado).
Existe una importante variación dialectal dentro del zenaga, especialmente entre la variante de los Id-ab-lahsen y el dialecto Tendgha.

### Uso
Muchos hablantes están pasando a hablar árabe hassānīya, que es la principal lengua de Mauritania. El zenaga se usa sólo dentro de la tribu, y se consideró por algún tiempo que era inadecuado hablarlo en presencia de personas que no lo hablaban. Algunos hablantes han dejado de transmitir deliberadamente la lengua a sus hijos, usando con ellos sólo el hassānīya. Sin embargo, otros hablantes consideran que el zenaga es un símbolo de identidad e independencia, así como de su fervor religioso. Dubié cita un proverbio hassānīya: Un moro que habla zenaga, desde luego no es un zengagui (miembro de una tribu de criados).
Aunque el zenaga es una lengua amenazada en la actualidad, habiendo caído el número de hablantes a unos pocos centenares, el hassānīya la forma dominante de árabe de Mauritania, contiene numerosos préstamos léxicos del zenaga (se estima que más de un 10% del mismo).

## Descripción lingüística
El zenaga comparte la estructura básica con otras lenguas bereberes, aunque difiere en detalles específicos. Probablemente el zenaga es las lenguas bereber más divergente de entre las habladas todavía en la actualidad. Muestra mayor arcaísmo en el sistema vocálico, que retiene intacto del proto-bereber:
| *ProtoBer | Zenaga | Tuareg / Ghadamsi | Otros |
| --------- | ------ | ----------------- | ----- |
| *a        | a      | ɐ                 | Ø     |
| *i,*u     | i,u    | ə                 | Ø     |
| *aa       | a      | a                 | a     |
| *ii       | i      | i                 | i     |
| *uu       | u      | u                 | u     |

El sistema fonológico difire bastante del de otras lenguas berberes, y ha estado sometido algunos cambios peculiares como /l/ > /dj/ y /x/ > /k/, así como la abundante presencia de oclusivas glotales, no enteramente predictibles.